# 明光ネットワークジャパン
株式会社明光ネットワークジャパン（めいこうネットワークジャパン、英: MEIKO NETWORK JAPAN CO.,LTD.）は、個別指導学習塾明光義塾を運営、フランチャイズ展開する企業である。東京証券取引所プライム市場上場企業（証券コード4668）。

## 沿革
- 1984年 - サンライト株式会社を設立。
- 1985年 - 明光義塾株式会社に社名変更。
- 1986年 - 現社名に変更。
- 1997年 - 株式を店頭登録。
- 2003年 - 東京証券取引所市場第二部に上場。
- 2004年 - 東京証券取引所市場第一部へ指定替え。

## 会社の現況 (2021年8月31日現在)

### 株式の状況
- 発行可能株式総数 - 72,405,000株
  - 発行済株数 - 25,083,576株(自己株式2,720,024を除く)

### 大株主(上位10名)
| 主要株主                               | 所有株式数  | 株式数比率 |
| -------------------------------------- | ----------- | ---------- |
| 公益財団法人 明光教育研究所            | 2,000,000株 | 7.89%      |
| 渡邉 弘毅                              | 1,794,600株 | 7.08%      |
| エムコー株式会社                       | 1,000,000株 | 3.95%      |
| 奥井 世志子                            | 792,800株   | 3.13%      |
| 日本マスタートラスト信託銀行（信託口） | 713,200株   | 2.81%      |
| ザ・バンク・オブ・ニューヨーク 134105  | 594,900株   | 2.35%      |
| 株式会社日本カストディ銀行（信託口）   | 542,200株   | 2.14%      |
| 株式会社日本カストディ銀行（信託口5）  | 366,000株   | 1.44%      |
| 株式会社早稲田アカデミー               | 347,600株   | 1.37%      |
| 株式会社日本カストディ銀行（信託口6）  | 319,700株   | 1.26%      |

- 持株比率は自己株式を控除して計算
- 株式会社日本カストディ銀行（信託口）の所有株式数には、「役員向け株式交付信託」及び「従業員向け株式交付信託」による所有株式262,000株（発行済株式（自己株式を除く。）の総数に対する所有株式数の割合1.03%）を含む

### 重要な親会社及び子会社の現況
- 親会社の現況
  - 該当事項なし
- 子会社の現況

| 会社名                           | 資本金(百万円) | 出資比率(%) | 主要事業内容                           |
| -------------------------------- | -------------- | ----------- | -------------------------------------- |
| 株式会社MAXISエデュケーション    | 30             | 100         | 個別指導塾「明光義塾」の運営等         |
| 株式会社ケイライン               | 50             | 100         | 個別指導塾「明光義塾」の運営           |
| 株式会社TOMONI                   | 50             | 100         | 個別指導塾「明光義塾」の運営           |
| 株式会社One link                 | 50             | 100         | 個別指導塾「明光義塾」の運営           |
| 株式会社クース・コーポレーション | 44             | 100         | 個別指導塾「明光義塾」の運営           |
| 株式会社早稲田EDU                | 20             | 100         | 早稲田EDU日本語学校の運営              |
| 国際人材開発株式会社             | 10             | 100         | JCLI日本語学校の運営                   |
| 株式会社古藤事務所               | 10             | 100         | 大学入試、大学教育に関する事業         |
| Go Good株式会社                  | 10             | 100         | デジタルコミュニケーションに関する事業 |

### 主要な借入先の状況
- 該当事項なし

### その他企業集団の現況に関する重要事項
- 該当事項なし

### 企業集団の使用人の状況
- 連結

| 名称           | 従業員数（名） |
| -------------- | -------------- |
| 明光義塾直営   | 532            |
| 明光義塾FC事業 | 136            |
| 日本語学校事業 | 53             |
| その他         | 134            |
| 全社（共通）   | 65             |
| 合計           | 920            |

- 単体

| 性別 | 使用人数 | 前年度末比増減 | 平均年齢 | 平均勤続年数 |
| 男性 | 377      | △46            | 38.5     | 8.5          |
| 女性 | 206      | △27            | 33.4     | 6.2          |

- 使用人数は就業人員であり、契約社員(40名)を含み、アルバイト等の臨時使用人は含まれていない

## 表彰
- 働きがいのある会社ランキング 2009年、2010年連続でランクインしている。